# Gran Premio degli Stati Uniti d'America
Il Gran Premio degli Stati Uniti d'America di Formula 1 è una gara automobilistica.

## Storia
Il primo Gran Premio in terra statunitense si svolse nel 1908 col nome di American Grand Prize sul circuito di Savannah e vide sfidarsi costruttori locali e provenienti dall'Europa. La corsa cambiò spesso sede (Milwaukee, Santa Monica, San Francisco) fino al 1916. L'anno successivo gli Stati Uniti entrarono nella prima guerra mondiale così la corsa non fu più organizzata né la cosa avvenne a conflitto terminato, data soprattutto la crescente popolarità della 500 Miglia di Indianapolis, che in breve divenne una gara di portata internazionale, con molti piloti e soprattutto costruttori provenienti dall'Europa. Solo negli anni 1936 e 1937 i Gran Premi fecero ritorno negli Stati Uniti grazie a due edizioni della Coppa Vanderbilt ma furono eventi isolati. La stessa 500 Miglia, che negli anni '20 era stata corsa con regole della AIACR ed inserita nel Campionato Mondiale Costruttori tornò ad essere un evento di portata più limitata.
In assenza di un vero e proprio Gran Premio, nei primi anni di campionato del mondo, la 500 Miglia di Indianapolis fu una delle prove del calendario, anche se molto spesso venne disertata dai piloti europei. Fu questo lo stimolo per organizzare di nuovo il Gran Premio degli Stati Uniti nel 1959, disputato sul circuito di Sebring, per poi passare a Riverside l'anno successivo ed infine trovare una sede stabile nel circuito di Watkins Glen, dove la corsa si tenne per venti edizioni consecutive. Nel frattempo, nel 1976 si corse anche sul tracciato cittadino di Long Beach, mentre tra il 1981 e il 1991 la Formula 1 fu di scena su tracciati cittadini più o meno estemporanei nelle città di Las Vegas, Detroit, Dallas e Phoenix.
Il Gran Premio degli Stati Uniti d'America del 1984 ebbe la denominazione ufficiale di Gran Premio di Dallas per distinguerlo dal Gran Premio di Detroit, ma nell'albo d'oro è stato inserito ufficialmente nel Gran Premio degli Stati Uniti d'America. Il Gran Premio di Las Vegas, corso nel 1981 e nel 1982, ha invece un suo albo d'oro poiché in quei due anni a Long Beach si corse il Gran Premio degli Stati Uniti d'America-Ovest.
Per un decennio la F1 abbandonò gli Stati Uniti (l'ultima edizione a Phoenix fu nel 1991); poi nel 2000, su un'idea di Tony George, proprietario del Indianapolis Motor Speedway, si tornò sulla celebre pista della 500 Miglia. Fu costruito, all'interno del catino, un circuito che si snoda tra i parcheggi e le strade di servizio e che utilizza in parte il velocissimo anello (per la precisione la curva 1 e il rettilineo di arrivo). La gara di Formula 1 girò in senso opposto alla 500 Miglia, così quella che nella corsa americana era la curva 1, in Formula 1 diventò la piega conclusiva del giro.
Il circuito così risultante era lungo 4,192 km, e venne percorso per 73 volte per un totale di 306,016 km.
La gara rimase nel celeberrimo impianto dell'Indiana fino al 2007 ed ospitò in totale otto edizioni, tra cui quella controversa del 2005.
Il 25 maggio 2010 fu annunciato il ritorno degli Stati Uniti nel calendario mondiale della Formula 1 a partire dalla stagione 2012 sul nuovo Circuito delle Americhe in Texas, ad Austin.
Nella stagione 2020 il Gran Premio fu annullato a causa della pandemia di COVID-19, mentre l'edizione del 2022 stabilisce il nuovo record di presenze con 440 000 spettatori, il dato più alto dell'intero campionato, battendo il record precedente di 400 000 spettatori registrato nell'edizione precedente del 2021. All'edizione del 2023, oltre a ospitare una delle sei Sprint della stagione, assistono 432 000 spettatori, per il secondo Gran Premio degli Stati Uniti d'America con il più alto numero di presenze sul circuito delle Americhe. Nel 2024 e nel 2025 si conferma ospitante di una delle sei Sprint del campionato.

## Albo d'oro
Lo sfondo rosa indica un evento non appartenente al Campionato mondiale di Formula 1.
| Anno        | Circuito      | Pilota                     | Vettura       | Resoconto     |
| ----------- | ------------- | -------------------------- | ------------- | ------------- |
| 1908        | Savannah      | Louis Wagner               | Fiat          | Resoconto     |
| 1909        | Non disputato | Non disputato              | Non disputato | Non disputato |
| 1910        | Savannah      | David Bruce-Brown          | Mercedes-Benz | Resoconto     |
| 1911        | Savannah      | David Bruce-Brown          | Fiat          | Resoconto     |
| 1912        | Milwaukee     | Caleb Bragg                | Fiat          | Resoconto     |
| 1913        | Non disputato | Non disputato              | Non disputato | Non disputato |
| 1914        | Santa Monica  | Eddie Pullen               | Mercer        | Resoconto     |
| 1915        | San Francisco | Dario Resta                | Peugeot       | Resoconto     |
| 1916        | Santa Monica  | Howdy Wilcox Johnny Aitken | Peugeot       | Resoconto     |
| 1917 - 1957 | Non disputato | Non disputato              | Non disputato | Non disputato |
| 1958        | Riverside     | Chuck Daigh                | Scarab        | Resoconto     |
| 1959        | Sebring       | Bruce McLaren              | Cooper        | Resoconto     |
| 1960        | Riverside     | Stirling Moss              | Lotus         | Resoconto     |
| 1961        | Watkins Glen  | Innes Ireland              | Lotus         | Resoconto     |
| 1962        | Watkins Glen  | Jim Clark                  | Lotus         | Resoconto     |
| 1963        | Watkins Glen  | Graham Hill                | BRM           | Resoconto     |
| 1964        | Watkins Glen  | Graham Hill                | BRM           | Resoconto     |
| 1965        | Watkins Glen  | Graham Hill                | BRM           | Resoconto     |
| 1966        | Watkins Glen  | Jim Clark                  | Lotus         | Resoconto     |
| 1967        | Watkins Glen  | Jim Clark                  | Lotus         | Resoconto     |
| 1968        | Watkins Glen  | Jackie Stewart             | Matra         | Resoconto     |
| 1969        | Watkins Glen  | Jochen Rindt               | Lotus         | Resoconto     |
| 1970        | Watkins Glen  | Emerson Fittipaldi         | Lotus         | Resoconto     |
| 1971        | Watkins Glen  | François Cevert            | Tyrrell       | Resoconto     |
| 1972        | Watkins Glen  | Jackie Stewart             | Tyrrell       | Resoconto     |
| 1973        | Watkins Glen  | Ronnie Peterson            | Lotus         | Resoconto     |
| 1974        | Watkins Glen  | Carlos Reutemann           | Brabham       | Resoconto     |
| 1975        | Watkins Glen  | Niki Lauda                 | Ferrari       | Resoconto     |
| 1976 - 1983 | Non disputato | Non disputato              | Non disputato | Non disputato |
| 1984        | Dallas        | Keke Rosberg               | Williams      | Resoconto     |
| 1985        | Detroit       | Keke Rosberg               | Williams      | Resoconto     |
| 1986        | Detroit       | Ayrton Senna               | Lotus         | Resoconto     |
| 1987        | Detroit       | Ayrton Senna               | Lotus         | Resoconto     |
| 1988        | Detroit       | Ayrton Senna               | McLaren       | Resoconto     |
| 1989        | Phoenix       | Alain Prost                | McLaren       | Resoconto     |
| 1990        | Phoenix       | Ayrton Senna               | McLaren       | Resoconto     |
| 1991        | Phoenix       | Ayrton Senna               | McLaren       | Resoconto     |
| 1992 - 1999 | Non disputato | Non disputato              | Non disputato | Non disputato |
| 2000        | Indianapolis  | Michael Schumacher         | Ferrari       | Resoconto     |
| 2001        | Indianapolis  | Mika Häkkinen              | McLaren       | Resoconto     |
| 2002        | Indianapolis  | Rubens Barrichello         | Ferrari       | Resoconto     |
| 2003        | Indianapolis  | Michael Schumacher         | Ferrari       | Resoconto     |
| 2004        | Indianapolis  | Michael Schumacher         | Ferrari       | Resoconto     |
| 2005        | Indianapolis  | Michael Schumacher         | Ferrari       | Resoconto     |
| 2006        | Indianapolis  | Michael Schumacher         | Ferrari       | Resoconto     |
| 2007        | Indianapolis  | Lewis Hamilton             | McLaren       | Resoconto     |
| 2008 - 2011 | Non disputato | Non disputato              | Non disputato | Non disputato |
| 2012        | Austin        | Lewis Hamilton             | McLaren       | Resoconto     |
| 2013        | Austin        | Sebastian Vettel           | Red Bull      | Resoconto     |
| 2014        | Austin        | Lewis Hamilton             | Mercedes      | Resoconto     |
| 2015        | Austin        | Lewis Hamilton             | Mercedes      | Resoconto     |
| 2016        | Austin        | Lewis Hamilton             | Mercedes      | Resoconto     |
| 2017        | Austin        | Lewis Hamilton             | Mercedes      | Resoconto     |
| 2018        | Austin        | Kimi Räikkönen             | Ferrari       | Resoconto     |
| 2019        | Austin        | Valtteri Bottas            | Mercedes      | Resoconto     |
| 2020        | Non disputato | Non disputato              | Non disputato | Non disputato |
| 2021        | Austin        | Max Verstappen             | Red Bull      | Resoconto     |
| 2022        | Austin        | Max Verstappen             | Red Bull      | Resoconto     |
| 2023        | Austin        | Max Verstappen             | Red Bull      | Resoconto     |
| 2024        | Austin        | Charles Leclerc            | Ferrari       | Resoconto     |

## Statistiche
Le statistiche si riferiscono alle sole edizioni valide per il campionato del mondo di Formula 1 e sono aggiornate al Gran Premio degli Stati Uniti d'America 2024.

### Vittorie per pilota
| Pos. | Pilota             | Vittorie |
| ---- | ------------------ | -------- |
| 1    | Lewis Hamilton     | 6        |
| 2    | Michael Schumacher | 5        |
| 3    | Jim Clark          | 3        |
| =    | Graham Hill        | 3        |
| =    | Max Verstappen     | 3        |
| 6    | Jackie Stewart     | 2        |
| =    | Carlos Reutemann   | 2        |
| =    | James Hunt         | 2        |
| =    | Ayrton Senna       | 2        |
| 10   | Bruce McLaren      | 1        |
| =    | Stirling Moss      | 1        |
| =    | Innes Ireland      | 1        |
| =    | Jochen Rindt       | 1        |
| =    | Emerson Fittipaldi | 1        |
| =    | François Cevert    | 1        |
| =    | Ronnie Peterson    | 1        |
| =    | Niki Lauda         | 1        |
| =    | Gilles Villeneuve  | 1        |
| =    | Alan Jones         | 1        |
| =    | Alain Prost        | 1        |
| =    | Mika Häkkinen      | 1        |
| =    | Rubens Barrichello | 1        |
| =    | Sebastian Vettel   | 1        |
| =    | Kimi Räikkönen     | 1        |
| =    | Valtteri Bottas    | 1        |
| =    | Charles Leclerc    | 1        |

### Vittorie per costruttore
| Pos. | Costruttore | Vittorie |
| ---- | ----------- | -------- |
| 1    | Ferrari     | 11       |
| 2    | Lotus       | 8        |
| =    | McLaren     | 8        |
| 4    | Mercedes    | 5        |
| 5    | Red Bull    | 4        |
| 6    | BRM         | 3        |
| 7    | Tyrrell     | 2        |
| 8    | Cooper      | 1        |
| =    | Matra       | 1        |
| =    | Brabham     | 1        |
| =    | Williams    | 1        |

### Vittorie per motore
| Pos. | Motore        | Vittorie |
| ---- | ------------- | -------- |
| 1    | Ford-Cosworth | 11       |
| =    | Ferrari       | 11       |
| 3    | Mercedes      | 8        |
| 4    | Climax        | 4        |
| =    | BRM           | 4        |
| =    | Honda         | 4        |
| 7    | RBPT          | 2        |
| 8    | Renault       | 1        |

### Pole position per pilota
| Pos. | Pilota             | Pole |
| ---- | ------------------ | ---- |
| 1    | Michael Schumacher | 4    |
| =    | Lewis Hamilton     | 4    |
| 3    | Graham Hill        | 3    |
| 4    | Stirling Moss      | 2    |
| =    | Jack Brabham       | 2    |
| =    | Jim Clark          | 2    |
| =    | Mario Andretti     | 2    |
| =    | Jackie Stewart     | 2    |
| =    | James Hunt         | 2    |
| =    | Ayrton Senna       | 2    |
| =    | Sebastian Vettel   | 2    |
| =    | Nico Rosberg       | 2    |

### Pole position per costruttore
| Pos. | Costruttore | Pole |
| ---- | ----------- | ---- |
| 1    | Ferrari     | 9    |
| 2    | Lotus       | 8    |
| =    | McLaren     | 8    |
| 4    | Mercedes    | 6    |
| 5    | Red Bull    | 3    |
| 6    | Cooper      | 2    |
| =    | BRM         | 2    |
| =    | Brabham     | 2    |
| =    | Tyrrell     | 2    |
| 10   | Williams    | 1    |
| =    | Alfa Romeo  | 1    |
| =    | Toyota      | 1    |

### Pole position per motore
| Pos. | Motore        | Pole |
| ---- | ------------- | ---- |
| 1    | Ford-Cosworth | 11   |
| 2    | Ferrari       | 9    |
| =    | Mercedes      | 9    |
| 4    | Climax        | 5    |
| 5    | Honda         | 4    |
| 6    | BRM           | 2    |
| =    | Renault       | 2    |
| 8    | Repco         | 1    |
| =    | Alfa Romeo    | 1    |
| =    | Toyota        | 1    |

### Giri veloci per pilota
| Pos. | Pilota             | GPV |
| ---- | ------------------ | --- |
| 1    | Sebastian Vettel   | 5   |
| 2    | Jim Clark          | 3   |
| =    | Michael Schumacher | 3   |
| 4    | Jack Brabham       | 2   |
| =    | Graham Hill        | 2   |
| =    | Jackie Stewart     | 2   |
| =    | Jacky Ickx         | 2   |
| =    | James Hunt         | 2   |
| =    | Rubens Barrichello | 2   |
| =    | Lewis Hamilton     | 2   |

### Giri veloci per costruttore
| Pos. | Costruttore | GPV |
| ---- | ----------- | --- |
| 1    | Ferrari     | 12  |
| 2    | Lotus       | 6   |
| 3    | McLaren     | 5   |
| 4    | Cooper      | 4   |
| =    | Mercedes    | 4   |
| 6    | Red Bull    | 3   |
| 7    | Tyrrell     | 2   |
| =    | Brabham     | 2   |
| =    | Williams    | 2   |
| 10   | BRM         | 1   |
| =    | Matra       | 1   |
| =    | March       | 1   |
| =    | AlphaTauri  | 1   |
| =    | Alpine      | 1   |

### Giri veloci per motore
| Pos. | Motore        | GPV |
| ---- | ------------- | --- |
| 1    | Ford-Cosworth | 12  |
| =    | Ferrari       | 12  |
| 3    | Climax        | 6   |
| 4    | Mercedes      | 5   |
| 5    | Renault       | 4   |
| 6    | Honda         | 2   |
| 7    | BRM           | 1   |
| =    | Maserati      | 1   |
| =    | BMW           | 1   |
| =    | RBPT          | 1   |

### Podi per pilota
| Pos. | Pilota             | Podi |
| ---- | ------------------ | ---- |
| 1    | Lewis Hamilton     | 10   |
| 2    | Michael Schumacher | 7    |
| 3    | Graham Hill        | 6    |
| =    | Max Verstappen     | 6    |
| 5    | Jim Clark          | 4    |
| =    | John Surtees       | 4    |
| =    | Carlos Reutemann   | 4    |
| =    | James Hunt         | 4    |
| =    | Rubens Barrichello | 4    |
| =    | Sebastian Vettel   | 4    |

### Podi per costruttore
| Pos. | Costruttore | Podi |
| ---- | ----------- | ---- |
| 1    | Ferrari     | 29   |
| 2    | McLaren     | 16   |
| =    | Lotus       | 15   |
| 4    | Red Bull    | 12   |
| =    | Mercedes    | 12   |
| 6    | BRM         | 9    |
| 7    | Brabham     | 8    |
| 8    | Cooper      | 6    |
| =    | Tyrrell     | 6    |
| 10   | Williams    | 5    |

### Podi per motore
| Pos. | Motore        | Pole |
| ---- | ------------- | ---- |
| 1    | Ford-Cosworth | 35   |
| 2    | Ferrari       | 29   |
| 3    | Mercedes      | 20   |
| 4    | Climax        | 12   |
| 5    | BRM           | 10   |
| 6    | Renault       | 9    |
| 7    | Honda         | 8    |
| 8    | RBPT          | 3    |
| 9    | Maserati      | 2    |
| =    | Tag Heuer     | 2    |

### Punti per pilota
| Pos. | Pilota             | Punti |
| ---- | ------------------ | ----- |
| 1    | Lewis Hamilton     | 227   |
| 2    | Max Verstappen     | 163   |
| 3    | Sebastian Vettel   | 112   |
| 4    | Carlos Sainz Jr.   | 79    |
| 5    | Sergio Pérez       | 78    |
| 6    | Charles Leclerc    | 76    |
| 7    | Valtteri Bottas    | 67    |
| 8    | Kimi Räikkönen     | 64    |
| 9    | Michael Schumacher | 62    |
| 10   | Fernando Alonso    | 61    |

### Punti per costruttore
| Pos. | Costruttore | Punti |
| ---- | ----------- | ----- |
| 1    | Ferrari     | 447   |
| 2    | Mercedes    | 335   |
| 3    | Red Bull    | 309   |
| 4    | McLaren     | 279   |
| 5    | Lotus       | 156   |
| 6    | Williams    | 79    |
| 7    | BRM         | 69    |
| 8    | Renault     | 65    |
| 9    | Brabham     | 59    |
| 10   | Cooper      | 51    |

### Punti per motore
| Pos. | Motore        | Punti |
| ---- | ------------- | ----- |
| 1    | Mercedes      | 588   |
| 2    | Ferrari       | 478   |
| 3    | Ford-Cosworth | 290   |
| 4    | Renault       | 245   |
| 5    | Honda         | 143   |
| 6    | RBPT          | 123   |
| 7    | Climax        | 97    |
| 8    | BRM           | 78    |
| 9    | Tag Heuer     | 45    |
| 10   | Toyota        | 23    |